# Luisito
 Ludovic Lelong, plus connu sous son apodo « Luisito », né le 15 février 1976 à Paris, est un matador français.

## Présentation
« Luisito » est considéré comme le Parisien de Cherbourg-Octeville, ville où il a passé son enfance et où il a encore une peña taurine très active malgré son retrait du ruedo. Il a fait son apprentissage au Centre français de tauromachie de Nîmes, avant de se présenter à Gimont dans le département du Gers pour sa première novillada non piquée le 23 mai 1992.

## Carrière
Sa première novillada piquée a lieu le 18 février 1994 à Nîmes en compagnie de Javier Conde et de José Antonio Canales Rivera devant des taureaux du matador El Niño de la Capea (devenu ganadero depuis les années 2000). Le 1er septembre 1996, il fait sa présentation à Madrid en compagnie de Curro Díaz et de Carlos Pacheco devant du bétail de l'élevage Martin Peñato.
Il quitte la profession en 2004 après une dernière corrida au Grau-du-Roi le 3 août avec Fernando Cruz et Ivan Vicente devant des toros de Martelilla. Entre 2004 et 2008, il s'installe au Burkina Faso où il travaille pour des casinos. En 2008 il s'installe à Sanlúcar de Barrameda où il exerce le métier d'exportateur de fruits et légumes.Il vit avec sa femme et sa fille. 
Éloigné du monde des toros depuis 2004, en 2012, on le voit accompagner le novillero Pablo Aguado comme apoderado. Il va prendre ensuite en main la carrière du torero Emilio de Justo qu'il va sortir de l'oubli. Après la séparation d'avec le torero de Torrejoncillo, il collabore furtivement avec le torero de Malaga, Saul Jimenez Fortes.
Il devient ensuite conseiller technique du landais Thomas Dufau avant de se consacrer à l'apoderamiento du nîmois Solal Calmet "Solalito". Les chemins avec ce dernier se séparent après son alternative à Nîmes lors de la feria des Vendanges 2023.
Après une pause d'un an, Luisito reprend du servive et annonce en décembre 2024 sa collaboration avec Daniel Crespo.